# Barden Tower
Barden Tower är en fornlämning i Storbritannien. Den ligger i grevskapet North Yorkshire och riksdelen England, i den centrala delen av landet. Barden Tower ligger 207 meter över havet.
Terrängen runt Barden Tower är lite kuperad. Trakten runt Barden Tower består i huvudsak av gräsmarker och hed.